# Aída dos Santos
Aída dos Santos (Rio de Janeiro, 1 maart 1937) is een atlete uit Brazilië.
Dos Santos nam deel aan de Olympische Zomerspelen 1964 op het onderdeel hoogspringen, en belandde net buiten de medailles op de vierde plaats met een sprong op 1.74 meter.
Op de Olympische Zomerspelen van 1968 nam zij deel aan de vijfkamp, waar ze als 20e eindigde.
- World Athletics: 14552343